# فرودگاه بلومفونتن
فرودگاه بلومفونتن (به انگلیسی: Bloemfontein Airport) یک فرودگاه همگانی و نظامی با کد یاتا BFN است که یک باند فرود آسفالت دارد و طول باند آن ۲۵۵۹ متر است. این فرودگاه در شهر بلومفونتن کشور آفریقای جنوبی قرار دارد و در ارتفاع ۱۳۵۸ متری از سطح دریا واقع شده‌است.

## شرکت‌های هواپیمایی و مقصدهای پروازی

### مسافری
| شرکت‌های هواپیمایی       | مقصدهای پروازی                  |
| ----------------------- | ------------------------------- |
| ایرلینک                 | کینگ شاکا، اولیور تامبو         |
| هواپیمایی آفریقای جنوبی | اولیور تامبو                    |
| CemAir                  | جرج، اولیور تامبو، پورت الیزابت |
| Mango                   | کیپ‌تاون                         |
| ساوث افریکن اکسپرس      | کیپ‌تاون، اولیور تامبو           |

### باری
| شرکت‌های هواپیمایی       | مقصدهای پروازی |
| ----------------------- | -------------- |
| ایمپریال ایر کارگو      | اولیور تامبو   |
| Airlink Cargo           | کینگ شاکا      |
| هواپیمایی آفریقای جنوبی | اولیور تامبو   |

South African Express is the operator with the most scheduled flights to Bloemfontein. Its fleet of Q400's and CRJ200's can regularly be seen at FABL. Mango, a subsidiary of South African Airways, operates one daily flight to Cape Town. Its services to Durban and Johannesburg were discontinued after no profit was made.